# Stadio Niko Dovana
Lo Stadio Niko Dovana è uno stadio multi-uso situato a Durazzo, Albania. Attualmente vi si giocano le partite interne del Klubi Sportiv Teuta. Lo stadio ha 13 000 posti.
L'Albania ha giocato nel Niko Dovana Stadium per la prima volta nell'amichevole contro l'Uzbekistan l'11 agosto 2010. Dopo la restrutturazione degli stadi di Scutari ed Elbasan si preanuncia che toccherà anche al Niko Dovana la completa restrutturazione con una capacità che potrà arrivare fina a 20.000 posti.